# 南賓郡
南賓郡是重慶歷史上的一個郡，唐天寶元年（742年）忠州改為南賓郡。下辖临江县（今重庆市忠县）、丰都县、垫江县、南宾县（今重庆市丰都县龙河镇）、桂溪县（今重庆市垫江县高安镇东桥村）。乾元元年（758年），復為忠州。宋代屬夔州路忠州，宋度宗後升咸淳府。
唐朝南賓郡太守
- 李云卿（746年）
- 康昭远（754年）[4]